# Sarlós Endre
Sarlós Endre (Szigetvár, 1938. október 22. – 2022. június 28.) magyar képregényrajzoló, illusztrátor.

## Élete
Gépész végzettséggel rendelkezett. Fiatalon a szabadidejében szívesen rajzolt, plasztikákat készített, festett, tanulmányozta az ezekkel kapcsolatos szakkönyveket. Zágon Gyula képzőművész tanár szakkörében tevékenykedett. 1957-től a Pécsi Bőrgyár dekoratőr-grafikusa volt 1990-ig.
1962-től készített általában történelmi témájú képregényeket, melyek 1965-tól jelentek meg először a Tolna megyei Népújságban. 1966-ban Zrínyi Miklós Szigeti veszedelem című eposzához készült 80 darab festménnyel vett részt a Szigetvár török ostromának 400. évfordulójára hirdetett pályázaton. 1972-től a Lobogó számára, 1974-től a Füles rejtvényújságban (1998-ig), de más helyekre is dolgozott.
A rendszerváltás után egyre kevesebb helyen jelent meg újságokban, folyóiratokban. 2004-ben a Vadzsra Kiadónál jelent meg első képregényalbuma, a Szigetvár ostromát feldolgozó történet bővített, kiszínezett változata.
2007-ben jelent Az én utam című képregénye, mely Zsivótzky Gyula kalapácsvető olimpiai bajnok pályafutását dolgozza fel.
2007-től a Windom Kiadó jelentette meg gyűjtői kiadásban korábbi és új munkáit:
- Elfeledett hősök – A 2. magyar hadsereg kálváriája (2011)
- Trianon-kód (2014)
- Mecseki láthatatlanok (2016)

2010. március 15-én a Göteborgi Magyar Egyesületben mutatta be  a Szigetvár ostroma című színes albumát.
2011 májusában készült el Trianon című munkája dr. Raffay Ernő és Szabó Pál Csaba szövegvázlatával a Trianon Múzeum Alapítvány megrendelésére.
2019-ben is több képregénye és illusztrált története jelent meg felújított vagy bővített kiadásban. Ekkor jelent meg legújabb munkája: az Alfabéta-díjra jelölt Seuso mozaik egyik fejezete.

## Művei (válogatás)
- Szigeti veszedelem (1997)
- Attila, Isten ostora (1999, 2010)
- Szigetvár ostroma – 1566 (2004)
- Nemere István: Acélcápa / A hegyormok közt nincs határkő (2007)
- Rejtő Jenő: Néma revolverek városa (2009)
- Elfeledett hősök – A 2. magyar hadsereg kálváriája (2011)
- Szigetvári anzix (2011)
- Lőrincz L. László: A föld alatti piramis (2014)
- A Trianon-kód 1914–1926 (2014)
- Pozsgai Zsolt: Mecseki Láthatatlanok / Pécs – 1956 (2016)[6]
- Oroszlánsziget (2016)[7]

### Képes históriák sorozat[8]
- Világhódító Nagy Sándor
- Antonius és Cleopatra
- Attila, Isten ostora (1999)
- Viking idők
- Hódító Vilmos
- Honfoglalás
- Egri csillagok (1998)
- János vitéz (1998)

## Díjai, elismerései
- Szigetvár díszpolgára (2018)[9]
- Korcsmáros Pál-díj (2020)